# CC 6001
Pour les articles homonymes, voir CC et 6001 (homonymie).
La CC 6001 est une locomotive prototype de la SNCF ayant circulé entre 1946 et 1966.

## Description
La locomotive, construite entre 1943 et 1946, à une période ou certains métaux comme le cuivre sont rares pour cause de guerre, est câblée en aluminium et ses résistances sont en tôle.
Il s'agit de la première application sur une locomotive française de l'équipement de traction "JH" (contacteurs commandés par un servomoteur à arbre à cames), équipement encore délicat à manier.
Le dessin de la locomotive est très semblable à celui des 2D2 5546 à 5550 surnommées « Waterman », notamment en ce qui concerne l'esthétique des faces frontales.

## Service
Le prototype est commandé avec la BBB 6002 lors de l'électrification de la ligne Brive - Montauban. La commande est passée auprès du groupement MTE le 2 juin 1943 ; la locomotive est mise en service le 6 novembre 1946 et affectée au dépôt de Limoges.
La locomotive est conçue pour la remorque des trains de fret lourds sans machine de renfort sur des lignes à profil en dents de scie (rampes et pentes à 10 ‰), là où une locomotive BB serait insuffisante mais une unité double de BB surpuissante.
Elle aurait dû servir à la définition des machines prévues pour la ligne de Paris - Lyon.
Au début des années 1960, la conduite de la locomotive n'est plus réservée à quelques conducteurs du dépôt de Limoges qui la connaissent bien. À partir de ce moment, les pannes et les immobilisations s'accumulent.
Elle assure ses derniers parcours en service commercial en juillet 1966 avant d'être radiée des inventaires le 30 décembre 1967.

## Modélisme
La CC 6001 a été reproduite en HO par l'artisan ApocopA sous forme de transkit (caisse en résine à monter sur un châssis de son choix, notamment de BR 194 Roco).